# Gary Marx
Gary Marx (nascido Mark Pearman ou Pairman) é um dos membros fundadores do grupo britânico de rock, The Sisters of Mercy e foi o compositor das linhas de guitarra entre 1980 e 1985.
Ele saiu da banda em 1985 para formar a banda Ghost Dance, que incluía o vocalista ex-Skeletal Family, Anne-Marie Hurst. Ele lançou dois álbuns e embarcou em um número extensivo de turnês desfrutando de um sucesso relativo. Contudo, as políticas da gravadora e a inconsistência pessoal o deixaram fora da banda no final de 1989. 
No início dos anos 1990, ele se inscreveu como professor no Paul McCartney's Liverpool Institute of Performing Arts. Ele atualmente está lançando material como um artista independente através de seu próprio sítio pessoal e criou um arquivo para a sua banda anterior, Ghost Dance. 
Em 2007 Marx lançou o "Nineteen Ninety Five and Nowhere", um álbum semi-titulado com material original escrito em 1995 para o The Sisters of Mercy sem a intervenção de Andrew Eldritch.